# The Princess Switch 3: Romancing the Star
The Princess Switch 3: Romancing the Star (bra: A Princesa e a Plebeia: As Vilãs Também Amam), também conhecido como The Princess Switch 3 ou A Princesa e a Plebeia 3, é um filme de comédia romântica americano, dirigido por Mike Rohl, de um roteiro de Robin Bernheim. Estrelado por Vanessa Hudgens, Sam Palladio, Nick Sagar e Remy Hii, é a continuação de The Princess Switch (2018) e The Princess Switch: Switched Again (2020).
O filme é o terceiro da bem-sucedida trilogia de Natal e foi lançado mundialmente em 18 de novembro de 2021 pela Netflix.

## Enredo
Uma relíquia de valor incontestável é roubada, e a Princesa Stacy (Vanessa Hudgens) pede ajuda à Lady Fiona (Vanessa Hudgens), a ambiciosa prima da Rainha Margaret (Vanessa Hudgens). Para recuperar a joia, ela se une a um misterioso homem de seu passado, o que acaba reacendendo a chama de um romance natalino irresistível. O resultado é uma mudança totalmente inesperada.

## Elenco
- Vanessa Hudgens como Margaret Delacourt / Stacy De Novor / Fiona Pembroke
- Sam Palladio como Príncipe Edward Wyndham
- Nick Sagar como Kevin Richards
- Remy Hii como Peter Maxwell
- Will Kemp como Hunter Cunard
- Mark Fleischmann como Frank De Luca
- Suanne Braun como Mrs. Donatelli
- Mia Lloyd como Olivia Richards
- Amanda Donohoe como Bianca Pembroke
- Ricky Norwood como Reggie
- Florence Hall como Mindy Sloane
- Robin Soans como Senhor Bondoso
- Theo Devaney como Simon

## Produção
Em novembro de 2020, a Netflix confirmou que o terceiro filme da franquia The Princess Switch estava em andamento.  As filmagens começaram na Escócia ainda no fim de 2020 e terminaram no início de 2021, com a estreia prevista para o fim do mesmo ano.
Em abril de 2021, foi anunciado que Remy Hii, Will Kemp e Amanda Donohoe haviam se juntado à Vanessa Hudgens, Sam Palladio, Nick Sagar e o restante do elenco que já estava presente nos filmes anteriores. 